# インクトミ
インクトミ（英: Inktomi Corporation）は、インターネットサービスプロバイダ向けのソフトウェア開発を行っていたカリフォルニア州の企業である。1996年、カリフォルニア大学バークレー校の教授エリック・ブリューワー (Eric Brewer)と大学院生ポール・ゴーチエ (Paul Gauthier) が創設し、彼らが開発した検索エンジンが人気を呼び会社を設立するが、インターネット・バブル崩壊後に Yahoo! に買収される。

## 歴史
開発したソフトウェアが当時人気を博していたクローラ式検索エンジンHotBotに採用されてAltaVistaよりも多く利用されるが、後年はグーグルにその座を奪われる。2005年10月、エリック・ブリューワーがセミナー講演で、AltaVistaは単一マシン上で全作動を完結するがインクトミの分散コンピューティング技術を用いるスケーラビリティの優位さを強調している。
ウェブデータ流とオンデマンド配信メディア向けのプロキシキャッシュであるトラフィックサーバを開発するも種々の要因から広く受け入れられなかったが、AOLなど大規模サービスプロバイダに採用される。現在はアパッチ・ソフトウェア財団でオープンソース化が試みられている。
後年、企業や部門の買収を図り、コンテンツデリバリネットワーク (CDN) 構築の専門企業になり、2000年3月に株価が241ドルとなる。
- 日本の価格.comに類似するビジネスモデルのC2B社とImpulse Buy Networks社を買収する。これらのサイトでは1998年におよそ400万種の製品が登録され、ここを経由してYahoo!、MSN、AOLなどおよそ2万のサイトに一日当たり数百万アクセスされ、販売側は売り上げの数パーセントあるいはクリック回数に応じた料金を支払った。これが検索連動型広告モデルを生み、後年にグーグルやオーバーチュアが完成させる。
- 1999年11月、Webspectiveを買収する。同社は分散サーバ群のコンテンツ同期技術を有し、クラスタや分散環境での負荷分散に使われる。
- 2000年8月、Ultraseek Serverをディズニーのポータルサイトgo.com から買収する。
- 2000年9月、FastForward Networksを買収[3]する。同社はアプリケーションレベルのマルチキャスト技術を用いてライブストリーミングメディアのディストリビューションを行うソフトウェアを開発している。
- 2000年12月、Adero社のContent Bridge Business部門を買収する。
- 2001年6月、eSecure Networks社を買収する。同社はビデオコンテンツの管理と配布ワークフローを提供するソフトウェア（現在はMedia Publisherが所有）を開発している。
- 2002年、インターネット・バブルの崩壊と共に財政的に破綻し、1株あたり1.63ドルの総額2億3500万ドルでYahoo!に買収され、Ultraseek Server（Inktomi Enterprise Searchへ改称）はVerity, Incに買収される。プロキシサーバの技術はウェブセンスに買収されてWebblazer製品に生かされる。

## 社名とロゴ
「社名はラコタインディアンの伝説に登場するクモの精霊に由来する。Inktomi はウィットと狡猾さを武器により大きな相手を打ち破ることで知られている」3色に塗り分けられた立方体のロゴは Tom Lamar が1996年にデザインしたものである。